# 巢寄生

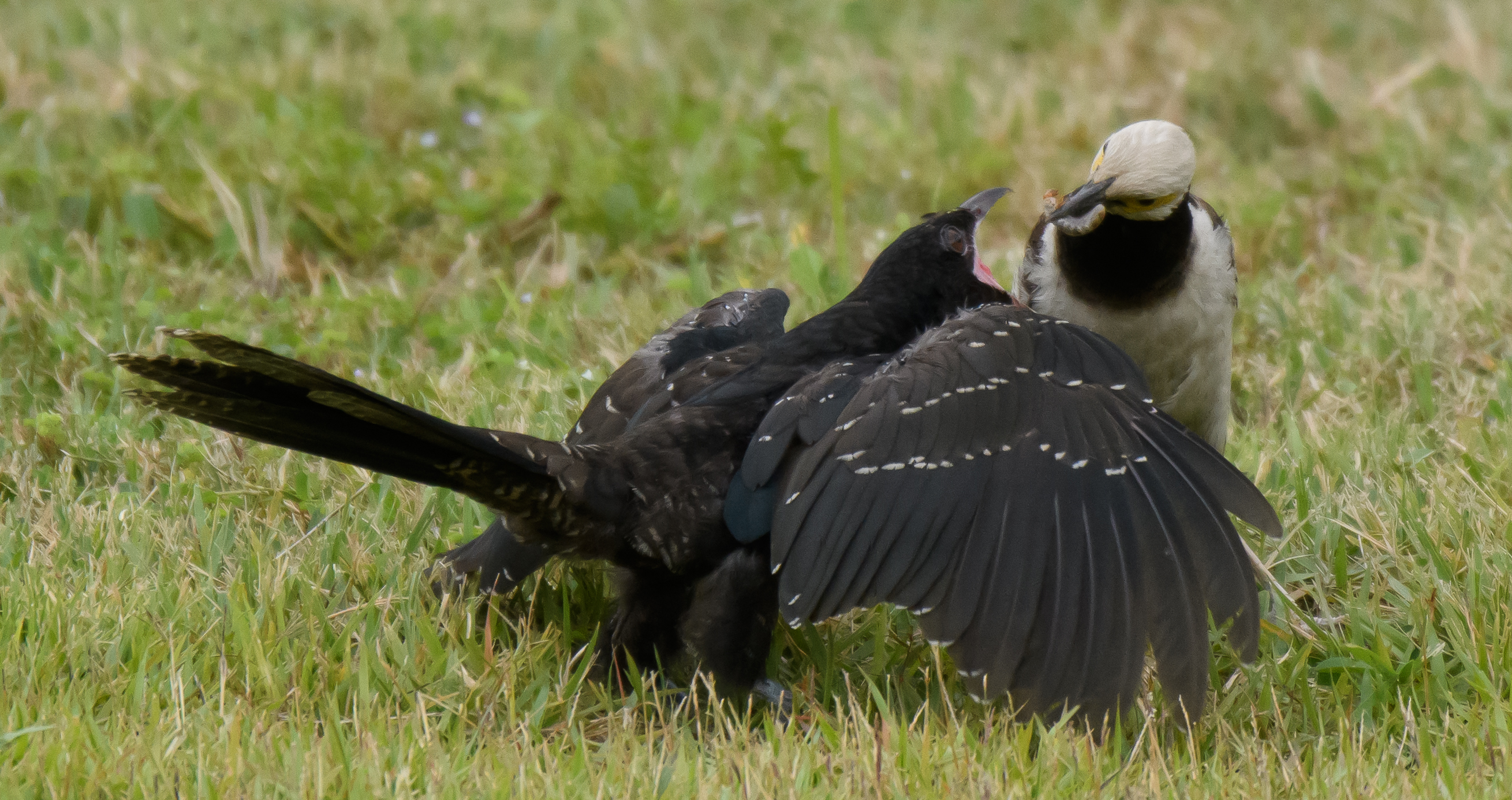
一只黑领椋鸟正在给噪鹃喂食。

巢寄生（Brood parasite），又稱托卵寄生，是某些鸟类将卵产在其他鸟的巢中，由其他鸟（义亲）代为孵化和育雏的一种特殊的繁殖行为。
某些昆蟲也有巢寄生行为。

## 巢寄生的行为
有些巢寄生的鸟类喜欢找与其亲缘关系近的鸟作为宿主，比如非洲维达雀亚科的鸟；而另外一些则选择其它科的与之生活习性大致相近的鸟类为宿主。无论是种间的还是种外，寄主都要选择与自己孵化期和育雏期相似、雏鸟食性基本相同的宿主。
寄主通常只在宿主巢内产一枚卵，有时也会产下多枚。寄主多是在宿主开始孵卵前产卵，如果宿主的卵已开始孵化，寄主常常会把这些卵吃掉或扔掉，如牛鹂会用喙和爪在宿主卵上打孔，使宿主卵孵化失败并延长宿主的孵卵时间。寄主产卵的时间往往十分短暂，如斑翅风头鹃（Clamator jacobinus）在宿主的巢中产一枚卵仅需5秒。

## 巢寄生行为的共同演化
在长期的适应选择中，寄生卵的大小、颜色、卵斑等特征都与其特定的宿主相似。多数寄主的卵比非寄生的同类的鸟卵要小，或与宿主的卵大小相近。同种的巢寄生者由于宿主不同，所产卵的斑点、颜色也不同，如不同种群的杜鹃，所产的卵因宿主卵的差异而各有不同。寄主的卵还通常较结实，卵壳较厚。
寄主的雏鸟通常较宿主的雏鸟出壳早，一些巢寄生的雏鸟破壳后便本能地将宿主的卵拱出巢外，还有的如响蜜鴷的雏鸟在颌上长有尖钩，一出巢就用它把巢内宿主幼鸟杀死。此外寄主鸟生长发育迅速，会占有宿主喂食的大部分。
巢寄生对宿主种群的影响大小不一，除黑头鸭等少数寄主不会严重影响宿主繁殖，多数情况都会使宿主鸟繁殖成效降低。
为了繁衍，宿主鸟也发展出一套反寄生的行为。比如许多雀形目的鸟，对于进入其领地的潜在巢寄生者会予以驱赶。宿主鸟筑巢时会选择更隐秘的地方，离巢时还要对卵加以掩盖，并尽量减少离巢时间。宿主一旦识别出寄生卵，就将其扔出或弃巢。有研究表明，经常被杜鹃巢寄生的宿主鸟对杜鹃卵的识别能力很强，而没有杜鹃寄生的地区，如冰岛的鸟对杜鹃卵的识别能力就很差。

## 巢寄生的鸟类
有大约5个科，80多种鸟有典型的巢寄生行为，数量占全世界鸟类总数的1%。
- 杜鹃科
  - 大杜鹃是人们熟知的巢寄生者，据统计，它能把卵寄生在125种其他鸟的巢中。
- 文鸟科
  - 非洲的维达雀亚科全是巢寄生者，每一种的寄主相对稳定，主要是梅花雀科的鸟类。
- 拟鹂科
  - 南美洲分布的拟鹂科鸟多是巢寄生者，其中褐头牛鹂能在200多种鸟的窝中产卵。[1]
- 鸭科
  - 黑头鸭是这一科中唯一的巢寄生者，寄主有其它鸭科、秧鸡、鹮类、鹭类的鸟
- 响蜜鴷科
  - 这一科的鸟主要生活在非洲撒哈拉沙漠以南的地区及亚洲的热带雨林中，全部为巢寄生鸟。